# Азарычев, Геннадий Алексеевич
Геннадий Алексеевич Азарычев (род. 27 декабря 1967, пгт Нарышкино, Орловской область) — Герой Российской Федерации, прапорщик.

## Биография
Родился 27 декабря 1967 года в селе Нарышкино Урицкого района Орловской области.
C 1987 по 1989 год проходил срочную службу в Вооружённых силах СССР. В 1990 году поступил на сверхсрочную (позднее контрактную) службу. Служил на тяжёлом авианесущем крейсере «Адмирал Флота Советского Союза Николай Кузнецов». С 1993 года — в частях морской пехоты Северного флота, техник связи роты морской пехоты.
В 1995 году — в составе сводного батальона морской пехоты Северного флота принимал участие в боевых действиях Первой чеченской войны. Проявил героизм в ожесточённых боях в Грозном в январе — феврале 1995 года, исполняя обязанности заместителя командира взвода морской пехоты. В одном из боёв уничтожил три огневые точки дудаевцев и обеспечил своими действиями успешное продвижение своего подразделения. При штурме Президентского дворца в Грозном одним из первых ворвался внутрь, уничтожил 9 боевиков, в том числе двоих — в рукопашной схватке. Захватил гранатомёт, два огнемёта и миномёт противника.
В 1999 году в составе бригады морской пехоты принимал участие в боевых действиях во Второй чеченской войне. 
В 2000 году окончил школу прапорщиков. В 2011 году был уволен в запас, а с 2022 года принял участие в Российско-украинской войне. 

## Награды
- Звание «Герой Российской Федерации» — за мужество и героизм, проявленные при выполнении специального задания (29 мая 1995);
- юбилейная медаль «300 лет Российскому флоту» (1996);
- медаль «За воинскую доблесть» (Минобороны) I степени;
- медаль «За отличие в военной службе» (Минобороны) II и III степени;
- медаль «Адмирал Флота Советского Союза Н. Г. Кузнецов»;
- медаль «За ратную доблесть»;
- орден Атамана Платова (2013)[1].